# 湯建
湯建（1433年—？），字昌本，江西吉安府吉水縣人，民籍，明朝政治人物。

## 生平
成化十年（1474年）甲午科江西鄉試第五十九名舉人。成化十七年（1481年）中式辛丑科會試第二百九名，三甲第四十五名進士。授湖廣松滋縣知縣。

## 家族
曾祖湯子韶；祖父湯禮，教授；父湯愚，母周氏。永感下。兄湯延。